# NGC 4282
NGC 4282 é uma galáxia espiral (S0-a) localizada na direcção da constelação de Virgo. Possui uma declinação de +05° 34' 24" e uma ascensão recta de 12 horas, 20 minutos e 24,2 segundos.
A galáxia NGC 4282 foi descoberta em 26 de Maio de 1864 por Albert Marth.